# Zürgelbaumfalter

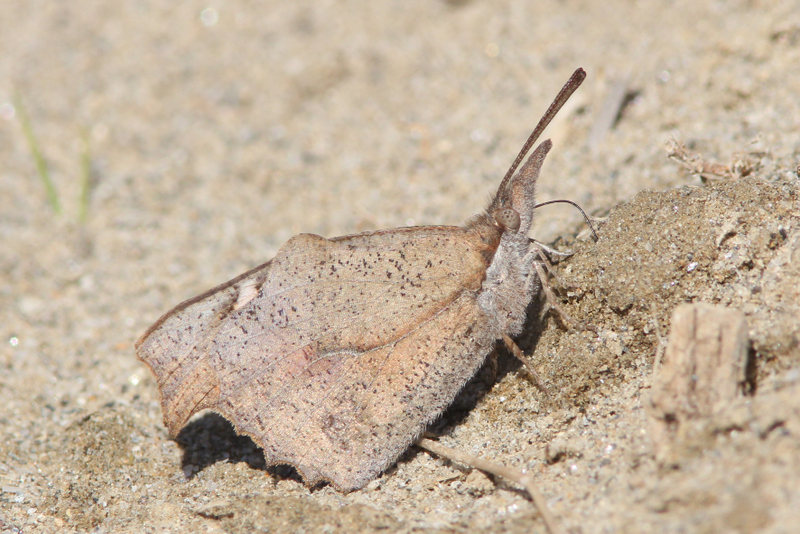
Flügelunterseiten eines Falters in Schutzstellung

Der Zürgelbaumfalter (Libythea celtis), zuweilen auch Zürgelbaum-Schnauzenfalter genannt, ist ein Schmetterling (Tagfalter) aus der Familie der Edelfalter (Nymphalidae) und der Unterfamilie der Schnauzenfalter (Libytheinae).

## Beschreibung

### Falter
Die Flügelspannweite der Falter beträgt 34 bis 48 Millimeter. Auffällig ist der gezackte Außenrand der Flügel. Die Grundfarbe aller Flügel ist bräunlich. Sie sind mit großen orangefarbigen Flecken versehen. Auf der Vorderflügeloberseite befinden sich wenige weiße Flecke. Die Vorderflügelunterseite zeigt ein ähnliches Farbmuster wie die Oberseite, jedoch etwas undeutlicher. Die Hinterflügelunterseite ist meist hellbraun oder graubraun marmoriert.

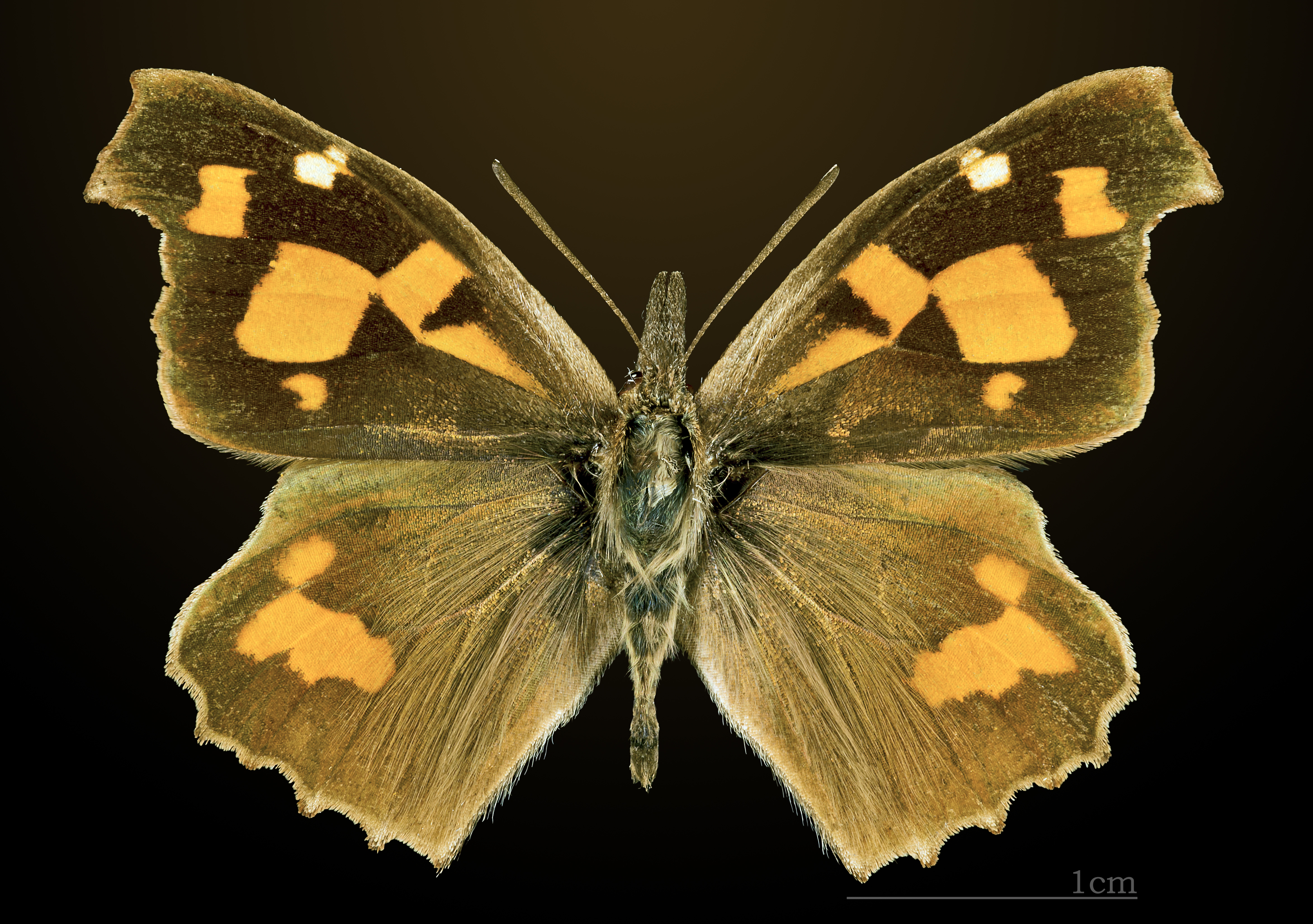
Zürgelbaumfalter
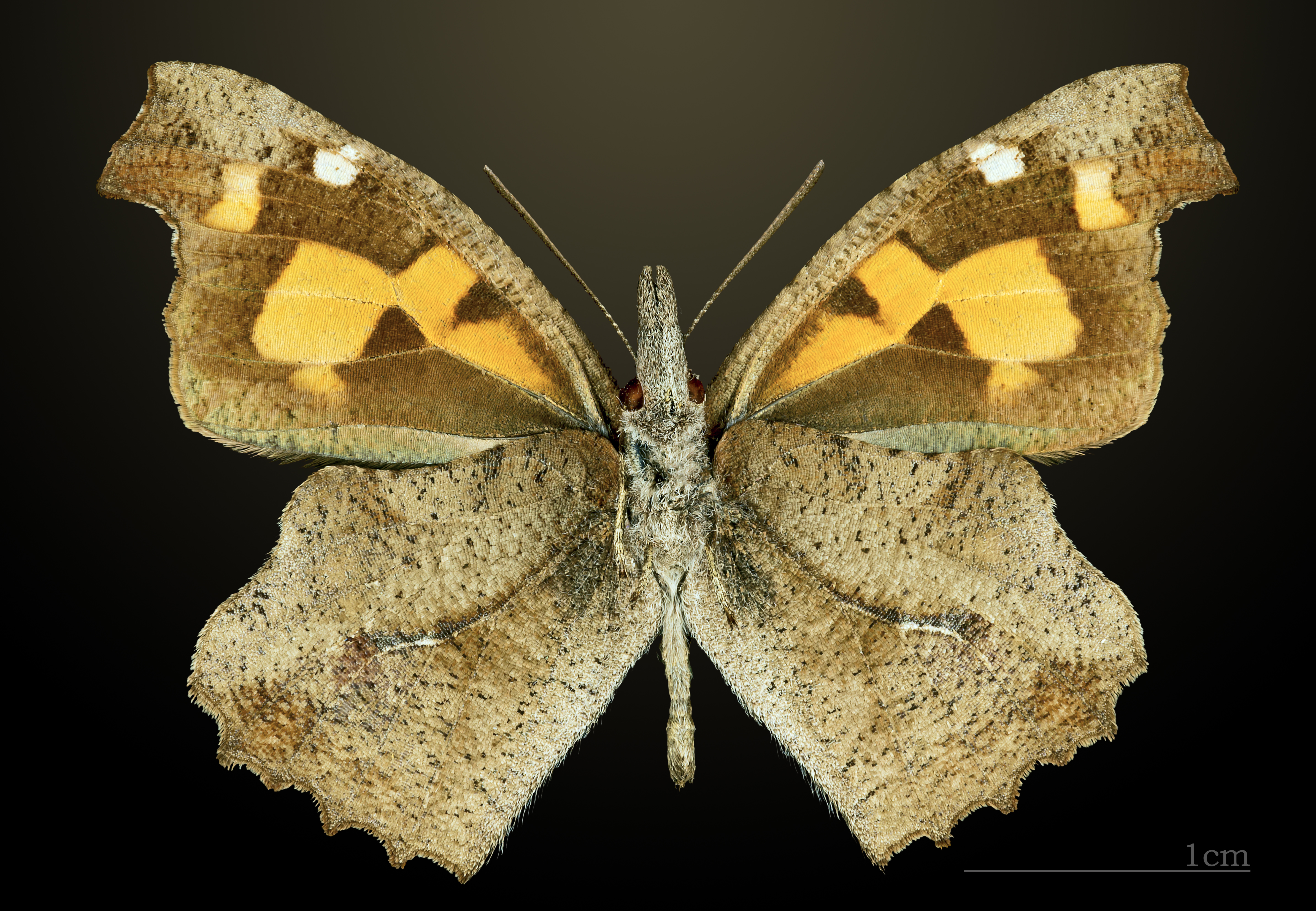
△ Zürgelbaumfalter

Für die Falter typisch sind die sehr langen, behaarten Palpen, die nach vorne gestreckt vom Kopf ausgehen und wie eine Schnauze beziehungsweise zusammen mit den Fühlern wie der Stiel eines Blattes aussehen. In Ruhestellung, mit zusammengeklappten Flügeln ähneln sie so einem verwelkten Blatt. Dabei werden die bunten Vorderflügel hinter den Hinterflügeln versteckt. Durch diese Tarnung sind sie vor Fressfeinden gut geschützt.

### Ei
Die Eier haben eine ovale Form, eine blasse grüne Farbe, sind mit Rippen überzogen und werden einzeln in der Nähe der Knospen der Nahrungspflanzen abgelegt.

### Raupe
Erwachsene Raupen sind walzenförmig, haben eine grüne oder bräunliche Grundfärbung, eine helle Rückenlinie, helle Seitenstreifen, schwarze Querstriche und sind auf der gesamten Körperoberfläche dunkel gepunktet sowie kurz samtartig behaart.

### Puppe
Die Stürzpuppe ist grün oder braun gefärbt und zeigt an den Flügelscheiden helle Ränder.

### Ähnliche Arten
Eine gewisse Ähnlichkeit besteht zu Libytheana carinenta, die jedoch mehr weiße Flecke auf der Vorderflügeloberseite aufweist. Da diese Art außerdem nur in Nord-, Mittel- und Südamerika vorkommt, gibt es keine geographische Überlappung mit dem Zürgelbaumfalter.

## Verbreitung und Lebensraum
Das Verbreitungsgebiet des Zürgelbaumfalters umfasst Nordafrika, den Süden Europas und erstreckt sich ostwärts durch den Süden Asiens bis China und Japan. Er kommt auch in den Pyrenäen vor und tritt in Europa zwischen 400 und 1500 Meter über Seehöhe auf; verirrte Tiere findet man aber bis 2300 Meter über Meereshöhe. Der Zürgelbaumfalter ist in Deutschland nicht heimisch. Zwei ältere Funde aus Baden-Württemberg der Jahre 1908 und 1921 lagen an einer Bahnstrecke. Es ist davon auszugehen, dass sie mit der Eisenbahn eingeschleppt wurden; schließlich fuhren die Züge vor der Elektrifizierung der Hauptstrecken viel langsamer und im Sommerhalbjahr oft mit offenen Fenstern. Die Art lebt bevorzugt in bewaldeten Gegenden, ist jedoch auch in offenen, buschigen Landschaften nachgeüberwiesen worden.

## Lebensweise
Die Falter fliegen von Juni bis August, überwintern und erscheinen wieder von März bis Mai des folgenden Jahres. Zur Aufnahme von Flüssigkeit und Mineralstoffen saugen sie gerne an feuchten Bodenstellen, wo sie sich zuweilen in großer Anzahl einfinden. Die Raupen ernähren sich von den Blättern des Europäischen Zürgelbaums (Celtis australis).

## Sonstiges
Die ungarische Post gab eine Briefmarke heraus, die den Zürgelbaumfalter zeigt.